# Kup Hrvatske u kuglanju za žene 2016./17.
Hrvatski kup u kuglanju za žene u sezoni 2016./17. je osvojila "Mlaka" iz Rijeke. 
 
Kup je igran na proljeće 2017. godine, a prethodili su mu kupovi po županijskim i regionalnim savezima. 

## Rezultati

### Osmina završnice (1. kolo)
| datum             | mjesto odigravanja | par                                           | rez.                      | napomena                                      |
| ----------------- | ------------------ | --------------------------------------------- | ------------------------- | --------------------------------------------- |
| 22. travnja 2017. | Vrbovsko           | Vrbovsko - Admiral Zagreb                     | 2,5:5,5                   |                                               |
| 22. travnja 2017. | Zagreb             | Endi Tekstilac Zagreb - Obrtnik Nova Gradiška | 6:2                       |                                               |
| 22. travnja 2017. | Ogulin             | Ogulin - Istra Poreč                          | 1:7                       |                                               |
| 22. travnja 2017. | Đakovo             | Đakovo - Split                                | 1:7                       |                                               |
| 22. travnja 2017. | Zagreb             | Podravka Koprivnica - Siscia Sisak            | 7:1                       |                                               |
| 23. travnja 2017. | Sisak              | Jedinstvo Sisak - Zaprešić                    | 4:4 (12:12 set ; 7:14 SV) | "Zaprešić" prošao pobjedom u "Sudden victory! |
| 22. travnja 2017. | Ogulin             | Rijeka - Zagreb                               | 2:6                       |                                               |
|                   |                    | Mlaka Rijeka                                  | Mlaka Rijeka              | slobodni                                      |

### Četvrtzavršnica
| datum           | mjesto odigravanja | par                                  | rez. | napomena |
| --------------- | ------------------ | ------------------------------------ | ---- | -------- |
| 3. lipnja 2017. | Ozalj              | Admiral Zagreb - Zagreb              | 2:6  |          |
| 3. lipnja 2017. | Zagreb             | Endi Tekstilac Zagreb - Mlaka Rijeka | 2:6  |          |
| 3. lipnja 2017. | Delnice            | Podravka Koprivnica - Istra Poreč    | 1:7  |          |
| 3. lipnja 2017. | Sisak              | Jedinstvo Sisak - Split              | 0:8  |          |

### Završni turnir
Igrano 10. i 11. lipnja 2017. godine u Rijeci u kuglani "Mlaka".
| klub1         | rez.          | klub2         | napomene      |
| poluzavršnica | poluzavršnica | poluzavršnica | poluzavršnica |
| ------------- | ------------- | ------------- | ------------- |
| Zagreb        | 3:5           | Mlaka Rijeka  |               |
| Istra Poreč   | 6:2           | Split         |               |
|               |               |               |               |
| završnica     |               |               |               |
| Mlaka Rijeka  | 7:1           | Istra Poreč   |               |

## Vanjske poveznice
- kuglanje.hr, Hrvatski kuglački savez
- kuglacki-savez-os.hr, Kuglački savez Osječko-baranjske županije